# Ma trận giả đảo
Khái niệm ma trận giả đảo (tiếng Anh: pseudoinverse) hay ma trận nghịch đảo tổng quát của một ma trận bất kì A là một ma trận, mà có các tính chất của ma trận nghịch đảo của A nhưng không nhất thiết là ma trận nghịch đảo chính xác. Khái niệm này thường được gọi là ma trận Moore-Penrose.
Chính vì tính chất tổng quát này mà ma trận giả đảo có thể áp dụng cho ma trận A bất kì, không cần thiết phải vuông.

## Các loại ma trận giả đảo
Có các loại như sau:
- nghịch đảo một chiều (chẳng hạn nghịch đảo trái hay nghịch đảo phải
- nghịch đảo Drazin
- nghịch đảo nhóm
- nghịch đảo Bott-Duffin
- Giả nghịch đảo Moore–Penrose